# Kedarnath

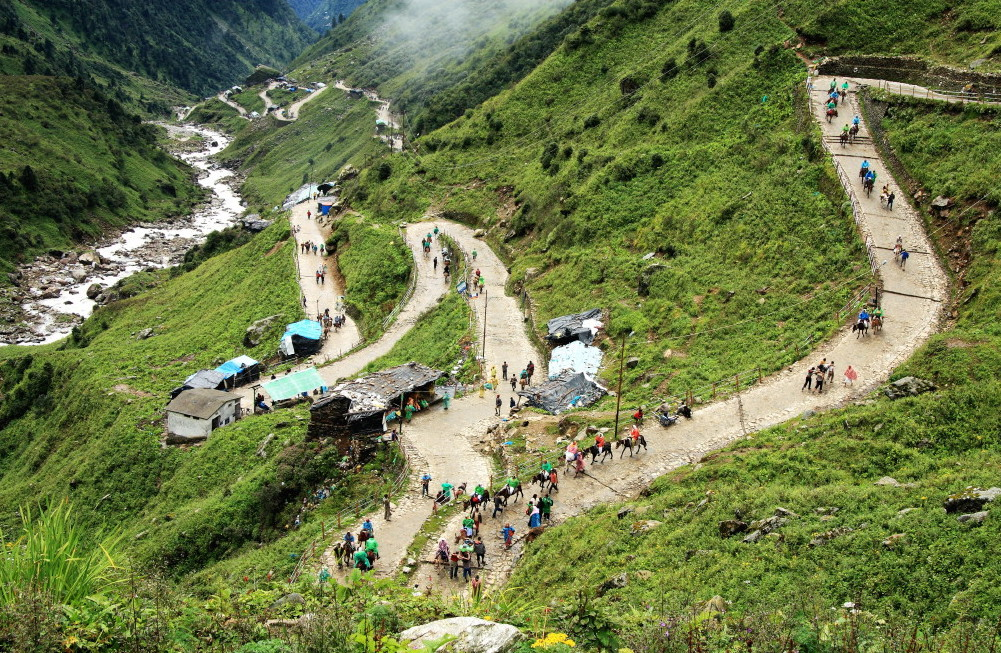
Droga do świątyni w Kedarnath

Kedarnath (hindi केदारनाथ) – święte miasto hinduistów w północnych Indiach w stanie Uttarakhand, na pogórzu Himalajów Wysokich.
Ośrodkiem ruchu pielgrzymkowego tzw. ćardhamjatra jest Świątynia Kedarnath, uważana za jedną z najświętszych w Indiach, tzw. dźjotirlinga ("świetlisty lingam").
Populacja miasta w 2001 roku wynosiła 479 mieszkańców.